# Portugal op het Eurovisiesongfestival 1987
Portugal nam deel aan het Eurovisiesongfestival 1987 in Brussel, België. Het was de 24ste deelname van het land op het Eurovisiesongfestival. De selectie verliep via het jaarlijkse Festival da Canção. De RTP was verantwoordelijk voor de Portugese bijdrage voor de editie van 1987.

## Selectieprocedure
Net zoals de voorbije jaren werd ook dit jaar de kandidaat gekozen via het jaarlijkse Festival da Canção.
In totaal deden er 6 liedjes mee aan deze finale en de winnaar werd aangeduid door middel van een expertjury.
Finale
| Volgorde | Artiest    | Lied                        | Punten | Plaats |
| -------- | ---------- | --------------------------- | ------ | ------ |
| 1        | Néné       | " Nome: mulher"             | 57     | 6de    |
| 2        | Glória     | " Hora a hora, dia a dia"   | 115    | 2de    |
| 3        | Nevada     | "Neste barco à vela"        | 116    | '1ste  |
| 4        | Troco      | "Sou do teu corpo aprendiz" | 70     | 4de    |
| 5        | Mário Mata | " É do stress"              | 64     | 5de    |
| 6        | Ana Alves  | " Imaginem só"              | 106    | 3de    |

## In Brussel
In België moest Portugal optreden als 8ste na Italië en voor Spanje.
Na de puntentelling bleek dat Portugal 18de was geëindigd met een totaal van 15 punten. 
Nederland en België hadden geen punten over voor deze inzending.

### Gekregen punten

#### Finale
| 12 punten     | 10 punten | 8 punten | 7 punten    | 6 punten |
| ------------- | --------- | -------- | ----------- | -------- |
|               |           | - Spanje |             |          |
| 5 punten      | 4 punten  | 3 punten | 2 punten    | 1 punt   |
| - Griekenland |           |          | - Duitsland |          |

### Punten gegeven door Portugal

#### Finale
Punten gegeven in de finale:
| 12 punten | Italië              |
| 10 punten | Israël              |
| 8 punten  | Ierland             |
| 7 punten  | Zweden              |
| 6 punten  | Joegoslavië         |
| 5 punten  | Duitsland           |
| 4 punten  | Finland             |
| 3 punten  | Verenigd Koninkrijk |
| 2 punten  | Luxemburg           |
| 1 punt    | Denemarken          |

1964 · 1965 · 1966 · 1967 · 1968 · 1969 · 1970 · 1971 · 1972 · 1973 · 1974 · 1975 · 1976 · 1977 · 1978 · 1979 · 1980 · 1981 · 1982 · 1983 · 1984 · 1985 · 1986 · 1987 · 1988 · 1989 · 1990 · 1991 · 1992 · 1993 · 1994 · 1995 · 1996 · 1997 · 1998 · 1999 · 2000 · 2001 · 2002 · 2003 · 2004 · 2005 · 2006 · 2007 · 2008 · 2009 · 2010 · 2011 · 2012 · 2013 · 2014 · 2015 · 2016 · 2017 · 2018 · 2019 · 2020 · 2021 · 2022 · 2023 · 2024 · 2025